# Дёмино (Гусь-Хрустальный район)
Дёмино — деревня в Гусь-Хрустальном районе Владимирской области России, входит в состав Муниципального образования «Посёлок Уршельский».

## География
Деревня расположена в 28 км на юго-восток от центра поселения посёлка Уршельский и в 12 км на юго-запад от Гусь-Хрустального. 

## История
В конце XIX — начале XX века деревня входила в состав Ягодинской волости Судогодского уезда. В 1859 году в деревне числилось 55 дворов, в 1905 году — 58 дворов, в 1926 году — 98 дворов. 
С 1929 года деревня являлась центром Деминского сельсовета Гусь-Хрустального района, с 1954 года — в составе Нечаевского сельсовета, с 2005 года — в составе Муниципального образования «Посёлок Уршельский».

## Население
| 1859 | 1905 | 1926 |
| ---- | ---- | ---- |
| 322  | 462  | 469  |

| 1859 | 1905 | 1926 | 2002 | 2010 | 2021 |
| ---- | ---- | ---- | ---- | ---- | ---- |
| 322  | ↗462 | ↗469 | ↘24  | ↘17  | ↗22  |